# Antonio Mennini

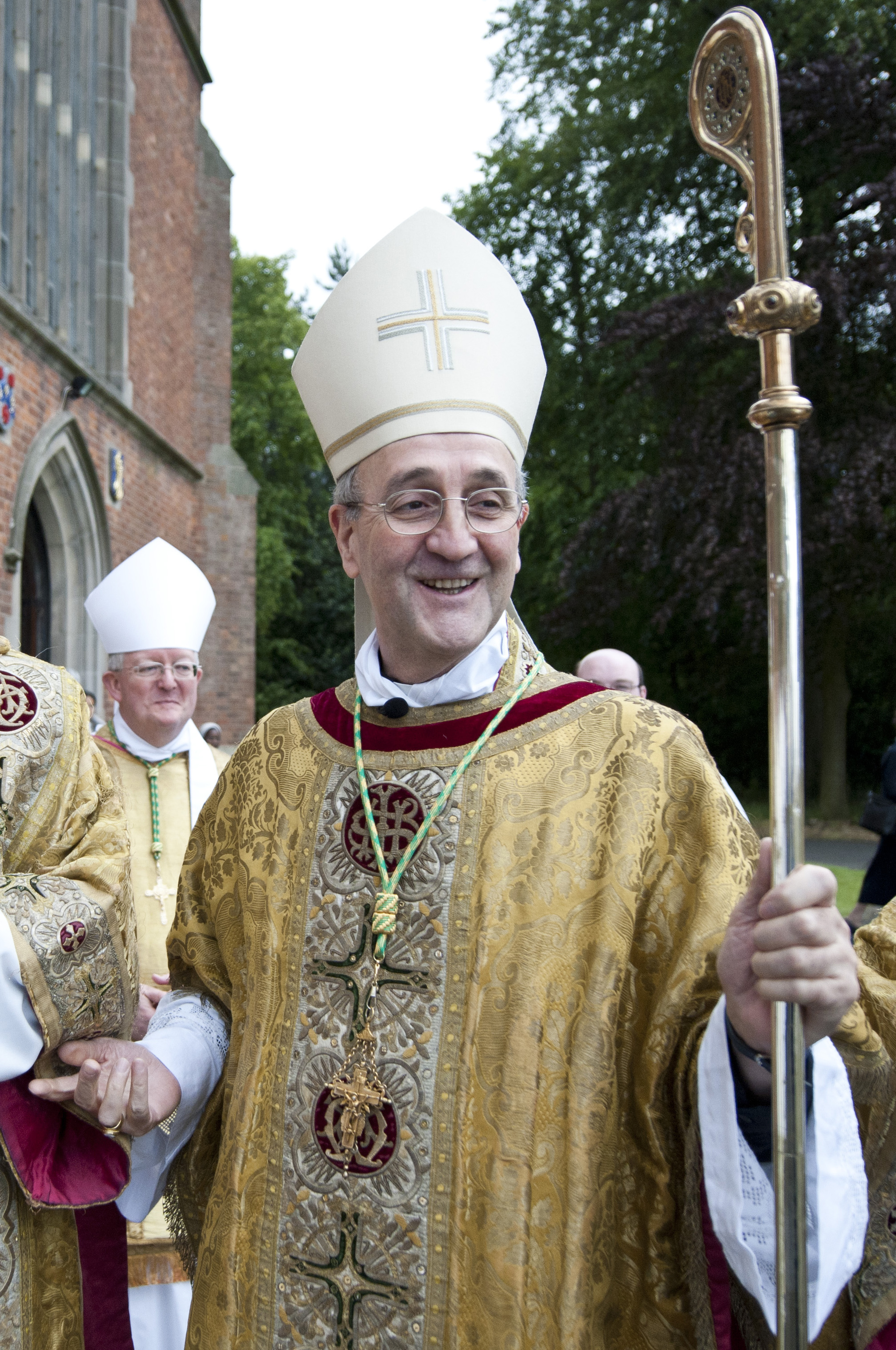
Erzbischof Antonio Mennini (2011)

Erzbischofswappen von Antonio Mennini

Antonio Mennini (* 2. September 1947 in Rom) ist ein italienischer Geistlicher, Erzbischof und Diplomat des Heiligen Stuhls.

## Leben
Der Erzpriester der Lateranbasilika und Kardinalvikar, Ugo Poletti, spendete ihm am 14. Dezember 1974 die Priesterweihe.
Papst Johannes Paul II. ernannte ihn am 8. Juli 2000 zum Titularerzbischof pro hac vice von Ferentium und zum Apostolischen Nuntius in Bulgarien. Die Bischofsweihe spendete ihm Kardinalstaatssekretär Angelo Sodano am 12. September desselben Jahres; Mitkonsekratoren waren Kardinalvikar Camillo Ruini und Jean-Louis Pierre Kardinal Tauran, Präsident des Päpstlichen Rates für den Interreligiösen Dialog.
Am 6. November 2002 wurde er zum Apostolischen Nuntius in Russland ernannt. Am 26. Juli 2008 wurde er zusätzlich zum Apostolischen Nuntius in Usbekistan ernannt. Papst Benedikt XVI. ernannte ihn am 18. Dezember 2010 zum Apostolischen Nuntius in Großbritannien. In dieser Funktion wurde er am 9. April 2017 durch Edward Joseph Adams abgelöst.